# أندرو مارشال (اقتصادي)
أندرو مارشال (بالإنجليزية: Andrew Marshall)‏ هو اقتصادي أمريكي، ولد في 13 سبتمبر 1921 في ديترويت في الولايات المتحدة، وتوفي في 26 مارس 2019 في مقاطعة أرلنغتون في الولايات المتحدة.